# Adam Garbicz
Adam Garbicz (ur. 1943) – polski dziennikarz, krytyk filmowy i historyk kina. Zaangażowany w ruch klubów filmowych. Autor i współautor m.in. wielotomowego przewodnika Kino. Wehikuł magiczny, Encyklopedii kina i Światowej encyklopedii filmu religijnego.

## Nagrody i wyróżnienia
Laureat Nagrody im. Bolesława Michałka za najlepszą książkę filmową roku 2009 za Kino, wehikuł magiczny. Podróż piąta 1974-81.